# São Gabriel (Bahia)
São Gabriel est une municipalité brésilienne de l'État de Bahia et la Microrégion d'Irecê.